# Chris Porter
Chris Porter, född 29 maj 1984, är en kanadensisk professionell ishockeyspelare som spelar för Minnesota Wild i National Hockey League (NHL). Han har tidigare spelat på NHL-nivå för St. Louis Blues och på lägre nivåer för Peoria Rivermen och Chicago Wolves i American Hockey League (AHL), North Dakota Fighting Sioux (University of North Dakota) i National Collegiate Athletic Association (NCAA) och Lincoln Stars i United States Hockey League (USHL).
Han draftades i nionde rundan i 2003 års draft av Chicago Blackhawks som 282:a spelare totalt.

## Statistik
| 2001–2002   | Shattuck St. Mary's Midget Prep |             | 75  | 10 | 25 | 35  | 32  | —  | — | — | — | —  |
| 2002–2003   | Lincoln Stars                   | USHL        | 59  | 13 | 22 | 35  | 74  | 10 | 4 | 3 | 7 | 10 |
| 2003–2004   | North Dakota Fighting Sioux     | NCAA        | 41  | 10 | 15 | 25  | 46  | —  | — | — | — | —  |
| 2004–2005   | North Dakota Fighting Sioux     | NCAA        | 43  | 12 | 3  | 15  | 36  | —  | — | — | — | —  |
| 2005–2006   | North Dakota Fighting Sioux     | NCAA        | 46  | 7  | 16 | 23  | 40  | —  | — | — | — | —  |
| 2006–2007   | North Dakota Fighting Sioux     | NCAA        | 43  | 13 | 17 | 30  | 38  | —  | — | — | — | —  |
| 2007–2008   | Peoria Rivermen                 | AHL         | 80  | 12 | 25 | 37  | 71  | —  | — | — | — | —  |
| 2008–2009   | St. Louis Blues                 | NHL         | 6   | 1  | 1  | 2   | 0   | —  | — | — | — | —  |
|             | Peoria Rivermen                 | AHL         | 74  | 7  | 16 | 23  | 72  | 7  | 1 | 1 | 2 | 0  |
| 2009–2010   | Peoria Rivermen                 | AHL         | 80  | 13 | 18 | 31  | 53  | —  | — | — | — | —  |
| 2010–2011   | St. Louis Blues                 | NHL         | 45  | 3  | 4  | 7   | 16  | —  | — | — | — | —  |
|             | Peoria Rivermen                 | AHL         | 36  | 9  | 11 | 20  | 63  | —  | — | — | — | —  |
| 2011–2012   | St. Louis Blues                 | NHL         | 47  | 4  | 3  | 7   | 11  | —  | — | — | — | —  |
|             | Peoria Rivermen                 | AHL         | 2   | 0  | 1  | 1   | 2   | —  | — | — | — | —  |
| 2012–2013   | St. Louis Blues                 | NHL         | 29  | 2  | 6  | 8   | 0   | 6  | 1 | 0 | 1 | 0  |
|             | Peoria Rivermen                 | AHL         | 12  | 7  | 3  | 10  | 11  | —  | — | — | — | —  |
| 2013–2014   | St. Louis Blues                 | NHL         | 22  | 0  | 1  | 1   | 0   | 6  | 1 | 2 | 3 | 0  |
|             | Chicago Wolves                  | AHL         | 38  | 7  | 11 | 18  | 37  | —  | — | — | — | —  |
| 2014–2015   | St. Louis Blues                 | NHL         | 24  | 1  | 1  | 2   | 6   | 3  | 0 | 1 | 1 | 0  |
| NHL totalt  | NHL totalt                      | NHL totalt  | 173 | 11 | 16 | 27  | 33  | 15 | 2 | 3 | 5 | 0  |
| AHL totalt  | AHL totalt                      | AHL totalt  | 322 | 55 | 85 | 140 | 309 | 7  | 1 | 1 | 2 | 0  |
| NCAA totalt | NCAA totalt                     | NCAA totalt | 173 | 42 | 51 | 93  | 160 | —  | — | — | — | —  |
| USHL totalt | USHL totalt                     | USHL totalt | 59  | 13 | 22 | 35  | 74  | 10 | 4 | 3 | 7 | 10 |